# ريتشارد دوماس
ريتشارد دوماس (بالإنجليزية: Richard Dumas)‏ مواليد 19 مايو 1969 في تلسا، هو لاعب كرة سلة أمريكي معتزل. بدأ مسيرته الاحترافية في سنة 1990. تم اختياره من قبل فريق فينيكس صنز خلال الدرافت. يبلغ طوله 6 قدم 7 بوصة (2.0 م). اعتزل اللعب في 2003. أحرز خلال مسيرته في الإن بي إيه 1080 نقطة بمعدل 10.6 نقاط في المباراة الواحدة.

## المسيرة الاحترافية
لعب مع فينيكس صنز من سنة 1992 إلى 1995، ثم لعب مع فيلادلفيا سفنتي سيكسرز في موسم 1995–1996، ثم لعب مع زنيتشج بروشكوف في موسم 1998–1999.

## روابط خارجية
- ريتشارد دوماس على موقع إن بي أي (الإنجليزية)
- ريتشارد دوماس على موقع سبورتس رفرنس (الإنجليزية)
- ريتشارد دوماس على موقع كرة السلة الأوروبية.كوم (الإنجليزية)
- ريتشارد دوماس على موقع كلية كرة السلة في سبورتس رفرنس.كوم (الإنجليزية)
- ريتشارد دوماس على موقع ريلجم (الإنجليزية)
- ريتشارد دوماس على موقع بروبوليرز (الإنجليزية)